# ملكية جماعية
الملكية الجماعية هي ملكية وسائل الإنتاج من كل أعضاء المجموعة لصالح جميع أعضائها. ويمكن أن يتراوح اتساع وضيق المجموعة بين مجتمع كامل ومجموعة من الافراد في مجتمع معين مثل زراعة جماعية. وفي المعنى الأخير (الأضيق)، يتم تميز المصطلح عن الملكية المشتركة والمشاع، وهو ما يعني ضمناً الوصول المفتوح، والاحتفاظ بالأصول المشتركة، وإنكار الملكية بهذه الصفة.
الملكية الجماعية لوسائل الإنتاج هي السمة المميزة لـ الاشتراكية، ويمكن أن تشير عبارة «الملكية الجماعية» إلى الملكية الاجتماعية أو إلى ملكية التعاونية لأعضاء المنظمة. وعندما يتناقض ذلك مع الملكية العامة، فإن «الملكية الجماعية» تشير عادة إلى ملكية المجموعة (مثل تعاونية المنتجين).